# Howard Davis Jr.
Howard Davis Jr. (Glen Cove, 14 de fevereiro de 1956 – Plantation, 30 de dezembro de 2015) foi um boxeador estadunidense, campeão olímpico.

## Carreira
Crescendo em Long Island como o mais velho de dez filhos, Davis aprendeu boxe com seu pai. Ele conquistou a medalha de ouro nos Jogos Olímpicos de Verão de 1976 em Montreal, após derrotar o romeno Simion Cuțov na categoria peso leve e consagrar-se campeão. Davis se tornou profissional após as Olimpíadas e compilou um recorde profissional de 36–6–1 com quatorze nocautes.